# Jeffrey Kurland
Jeffrey Kurland (New York, 10 marzo 1952) è un costumista statunitense.
Candidato all'Oscar nella categoria "Migliori costumi" per il film Pallottole su Broadway, ha lavorato per molti film diretti da Woody Allen fino al 1996, per poi iniziare a collaborare con Christopher Nolan a partire dal film Inception.

## Filmografia
- Un'ombra nel buio (The Fan), regia di Edward Bianchi (1981)
- Broadway Danny Rose, regia di Woody Allen (1984)
- La rosa purpurea del Cairo (The Purple Rose of Cairo), regia di Woody Allen (1985)
- Hannah e le sue sorelle (Hannah and Her Sisters), regia di Woody Allen (1986)
- Fuori i secondi (Streets of Gold), regia di Joe Roth (1986)
- Radio Days, regia di Woody Allen (1987)
- La rivincita dei nerds II (Revenge of the Nerds II: Nerds in Paradise), regia di Joe Roth (1987)
- Settembre (September), regia di Woody Allen (1987)
- Un'altra donna (Another Woman), regia di Woody Allen (1988)
- Crimini e misfatti (Crimes and Misdemeanors), regia di Woody Allen (1989)
- Scappiamo col malloppo (Quick Change), regia di Howard Franklin e Bill Murray (1990)
- Alice, regia di Woody Allen (1990)
- Ombre e nebbia (Shadows and Fog), regia di Woody Allen (1991)
- This Is My Life, regia di Nora Ephron (1992)
- Mariti e mogli (Husbands and Wives), regia di Woody Allen (1992)
- Misterioso omicidio a Manhattan (Manhattan Murder Mistery), regia di Woody Allen (1993)
- Pallottole su Broadway (Bullets Over Broadway), regia di Woody Allen (1994)
- Agenzia salvagente (Mixed Nuts), regia di Nora Ephron (1994)
- La dea dell'amore (Mighty Aphrodite), regia di Woody Allen (1995)
- Tutti dicono I Love You (Everyone Says I Love You), regia di Woody Allen (1996)
- Il matrimonio del mio migliore amico (My Best Friend's Wedding), regia di P. J. Hogan (1997)
- Kiss (Living Out Loud), regia di Richard LaGravenese (1998)
- In Dreams, regia di Neil Jordan (1999)
- Man on the Moon, regia di Miloš Forman (1999)
- Erin Brockovich - Forte come la verità (Erin Brockovich), regia di Steven Soderbergh (2000)
- Lo scroccone e il ladro (What's the Worst That Could Happen?), regia di Sam Weisman (2001)
- Ocean's Eleven - Fate il vostro gioco (Ocean's Eleven), regia di Steven Soderbergh (2001)
- Oceano di fuoco - Hidalgo (Hidalgo), regia di Joe Johnston (2004)
- Criminal, regia di Gregory Jacobs (2004)
- Collateral, regia di Michael Mann (2004)
- I segni del male (The Reaping), regia di Stephen Hopkins (2007)
- Nancy Drew, regia di Andrew Fleming (2007)
- Alla ricerca dell'isola di Nim (Nim's Island), regia di Jennifer Flackett e Mark Levin (2008)
- Giustizia privata (Law Abiding Citizen), regia di F. Gary Gray (2009)
- Inception, regia di Christopher Nolan (2010)
- Il dittatore (The Dictator), regia di Larry Charles (2012)
- Beautiful Creatures - La sedicesima luna (Beautiful Creatures), regia di Richard LaGravenese (2013)
- Tomorrowland - Il mondo di domani (Tomorrowland), regia di Brad Bird (2015)
- Ghostbusters, regia di Paul Feig (2016)
- Dunkirk, regia di Christopher Nolan (2017)
- Mission: Impossible - Fallout, regia di Christopher McQuarrie (2018)
- Tenet, regia di Christopher Nolan (2020)
- The Alto Knights - I due volti del crimine (The Alto Knights), regia di Barry Levinson (2025)

## Premi e riconoscimenti

### Premi Oscar
- 1995 - Candidatura ai migliori costumi per Pallottole su Broadway

### Premi BAFTA
- 1988 - Migliori costumi per Radio Days

### Costume Designers Guild Awards
- 2001 - Migliori costumi in un film per Erin Brockovich - Forte come la verità
- 2002 - Candidatura ai migliori costumi in un film per Ocean's Eleven - Fate il vostro gioco
- 2011 - Candidatura ai migliori costumi in un film per Inception
- 2017 - Premio alla carriera
- 2018 - Candidatura ai migliori costumi in un film storico per Dunkirk

### Satellite Awards
- 2018 - Candidatura ai migliori costumi per Dunkirk